# Adhézió
Az adhézió egymástól különböző molekulák között fellépő vonzó kölcsönhatás.
Lásd még: adhéziós kopás.
A szó a latin adhesio-ból származik, jelentése tapadás, odaragadás, összefüggés.

## Adhéziós mechanizmusok

### Mechanikus adhézió
A kölcsönhatásban részt vevő anyagok kitöltik a határfelületen található pórusokat, egyenetlenségeket ezzel gyakorlatilag egymásba kapaszkodva. Példa erre a varrat, a tépőzár és bizonyos adhezív textíliák.

### Kémiai adhézió
Mikor két anyag vegyületet alkot a határfelületen. A legerősebb kapcsolat akkor jön létre, ha az anyagok ionos- vagy kovalens kötést alakítanak ki egymással. Gyengébb kapcsolatot eredményez például a hidrogén-híd.

### Diszperz adhézió
A diszperz adhézió, vagy más néven adszorpció esetén a van der Waals-erők tartják össze az anyagokat.

### Elektrosztatikus adhézió
Bizonyos anyagok elektronokat cserélhetnek, elektromos töltéskülönbséget hozva létre a határfelületen. Ez egy kondenzátorszerű struktúrát eredményez és vonzó elektrosztatikus erőt hoz létre az anyagok között.

### Diffúz adhézió
Bizonyos anyagok kapcsolódhatnak a határfelületen lezajló diffúzió hatására. Akkor történhet meg, ha mindkét anyag mozgékony és jól oldódnak egymásban. Mikor fém és kerámia testeket hevítenek a határfelületen lezajló diffúziós mozgás fogja össze a két anyagot.

## Adhéziós erők tulajdonságai
Az adhéziós kapcsolat ereje meghatározható az anyagi minőség, a kölcsönhatás típusának és a kölcsönható felület méretének ismeretében. Az egymást nedvesítő anyagok közt rendszerint erősebben jelentkezik az adhéziós kölcsönhatás.